# Galactose
Galactose is een rechtsdraaiende monosacharide (een soort koolhydraat) die behoort tot de aldohexosen. Het wordt gevormd door hydrolyse van melksuiker met verdunde zuren, bijvoorbeeld tijdens de spijsvertering. Het lijkt qua eigenschappen sterk op glucose. Galactose wordt in vrijwel alle bekende organismen (in de lever) snel omgezet in glucose, de primaire biologische brandstof.
Galactose komt van nature voor in vetachtige stoffen van hersenweefsel en in zuivelproducten als onderdeel van lactose.
Galactose wordt ook gebruikt in een contrastmiddel voor echografisch onderzoek (merknaam: Levovist®), een stof die in het bloed geïnjecteerd wordt om sterkere ultrasone echo's te verkrijgen van hart en bloedvaten. Levovist bestaat uit granules die voor 99,9% uit galactose bestaan en voor 0,1% uit palmitinezuur.
Chronische blootstelling aan galactose leidt bij muizen, ratten en fruitvliegjes mogelijk tot versnelde veroudering of senescentie en wordt in wetenschappelijk onderzoek gebruikt als model voor de studie van senescentie. Volgens ander onderzoek is na langdurige toediening van galactose geen versnelde veroudering waar te nemen.